# Obrona królewsko-indyjska
Obrona królewsko-indyjska – otwarcie szachowe z grupy debiutów zamkniętych.
Rozpoczyna się posunięciami:
1. d4 Sf6
2. c4 g6
3. Sc3 Gg7

W szachowej encyklopedii debiutów obrona królewsko-indyjska oznaczona jest kodami od E60 do E99.
Nazwa została wprowadzona przez grupę mistrzów skupionych wokół Ksawerego Tartakowera. Początkowo debiut ten uznawano za niedobry ze względu na powstającą słabość na d6. Do największych propagatorów tego otwarcia należeli arcymistrzowie Dawid Bronstein i Eduard Gufeld oraz mistrzowie świata Bobby Fischer i Garri Kasparow. Szczególnie sukcesy tego ostatniego spowodowały, iż obecnie debiut ten jest bardzo popularny i stosowany przez najlepszych szachistów świata.

## Wybrana literatura
- Graham Burgess (1993), The King’s Indian for the Attacking Player, Batsford, ISBN 0-8050-2936-2.
- Joseph Gallagher (1995), The Samisch King’s Indian, Henry Holt, ISBN 0-8050-3902-3.
- Margeir Petursson (1996), King’s Indian Defense: Averbakh Variation, Cadogan Books, ISBN 978-1-85744-118-5.
- Anatolij Wajser (1997), Beating the King’s Indian and Benoni, Batsford, ISBN 0-7134-8022-X.
- Dawid Bronstein (1999), Bronstein on the King’s Indian, Everyman’s chess, ISBN 1-85744-265-2.
- Luděk Pachman (2000), Königsindische Verteidigung, Edition Olms, ISBN 3-283-00325-4.
- Svetozar Gligorić (2003), King’s Indian Defence – Mar Del Plata Variation, Batsford, ISBN 978-0713487671.
- Eduard Gufeld (2004), Obrona królewsko-indyjska, Read Me, ISBN 83-7243-383-6.
- Krzysztof Pańczyk, Jacek Ilczuk (2004), Offbeat King’s Indian, Everyman Chess, ISBN 978-1-85744-361-5.
- Christopher Ward (2004), The Con’troversial Samisch King’s Indian, Batsford, ISBN 978-0-7134-8872-2.
- Michaił Gołubiew (2006), Understanding the King’s Indian, Gambit Publications, ISBN 1-904600-31-X.
- Aleksander Czerniajew (2008), The Samisch King’s Indian Uncovered, Everyman Chess, ISBN 1-85744-540-6.